# Magdi Saad
Magdi Saad (arabisch مجدي سعد, DMG Maǧdiy Saʿd; * 1954; † März 2011) war ein ägyptischer Squashspieler.

## Werdegang
Magdi Saad nahm zwischen 1980 und 1984 jedes Jahr an den British Open teil und erreichte dabei dreimal das Achtelfinale. Zwischen 1982 und 1987 war Saad fünfmal Teilnehmer der Weltmeisterschaft. Sein bestes Abschneiden gelang ihm 1985 mit dem Einzug ins Viertelfinale. Dieses verlor er gegen Gawain Briars in vier Sätzen. Mit der ägyptischen Nationalmannschaft nahm er 1979, 1981, 1983, 1985 und 1987 an Weltmeisterschaften teil. Das beste Resultat war der dritte Platz 1981. In der Weltrangliste erreichte er mit Rang elf im August 1986 seine beste Platzierung.
Nach seiner Laufbahn als aktiver Spieler wurde er Squashtrainer. Neben einzelnen Spielern betreute er Mannschaften, so auch die ägyptische Nationalmannschaft bei ihrem ersten Titelgewinn 1999.